# Barbara Wyckmans
Barbara Wyckmans (1952) was directeur van HETPALEIS, een functie die ze in tot haar pensioen op 1 januari 2017 opnam. Wyckmans is van opleiding regent plastische opvoeding. In 2017 werd ze intendant van MoMeNT, een cultuurfestival in Tongeren.

## Carrière
Wyckmans begon haar carrière met het organiseren van tentoonstellingen in cultureel centrum van Hasselt. Nadien was ze een tijdlang directeur van cultuurcentrum De Velinx in Tongeren.  Nadien begon ze in Antwerpen te werken bij het Koninklijk Jeugdtheater, waar ze in 1997 directeur werd, en dat ze omvormde tot HETPALEIS.
Barbara Wyckmans ging in 2016 met pensioen en werd opgevolgd door Els De Bodt.
In 2005 won Wyckmans de Vlaamse Cultuurprijs voor Jeugdtheater en in 2008 werd ze door het Prof. R. Bilsen Fonds voor Cultuurmanagement van de Universiteit Antwerpen verkozen tot 'cultuurmanager van het jaar'. Op 21 juli 2017 werd Wyckmans Commandeur in de Kroonorde.